# Odirlei Pessoni
Odirlei Carlos Pessoni (* 1. Juli 1982 in Franca, São Paulo; † 27. März 2021 in Ibiraci) war ein brasilianischer Bobfahrer.

## Biografie
Odirlei Pessoni nahm an den Olympischen Winterspielen 2014 in Sotschi teil. Als Anschieber von Edson Bindilatti belegte er im Viererbob-Wettbewerb den 26. Rang. Bei den Olympischen Winterspielen 2018 in Pyeongchang konnte er ebenfalls im Viererbob-Wettbewerb den 23. Rang belegen.
Während der Vorbereitungsphase auf die Olympischen Winterspiele 2022 starb Pessoni am 27. März 2021 im Alter von 38 Jahren bei einem Motorradunfall.